# ميشال أونج - أوتوي (مترو باريس)
ميشال أونج - أوتوي (بالفرنسية: Michel-Ange – Auteuil)‏ هي محطة مترو تابعة لمترو باريس تقع في فرنسا في الدائرة السادسة عشرة في باريس.[بحاجة لمصدر]